# فتى عام 2020
فتى عام 2020 مسلسل رسوم متحركة كوري بدا عرضة لأول مره في 6 أكتوبر 1989 واستمر حتى 9 ديسمبر 1989.

## القصة
بعد معاناة كوكب الأرض من الازدياد السكاني المطرد، قلة الموارد، وزيادة التلوث البيئي، بدأت البشرية بالقيام ببعثات فضائية بهدف البحث عن كوكب جديد للعيش فيه عوضاً عن كوكب الأرض. إحدى هذه البعثات اختفت فجأة عن الأنظار أثناء تنفيذ مهمة البحث، بعدما علم ابن الكابتن بفقدان أبيه، قام أيهم وهو صبي عمره 13 عاماً (بالسلسلة الكورية آيكن) بالتسلسل إلى سفينة بحثٍ فضائية أخرى هدفها استرجاع بطارية الهايدرون من سفينة النسر الفضائية 201 التي يعتقد بأنها فُقدت على نيزك يو-بي-أوه، بهدف بالبحث عن أبيه ليصبح أصغر أعضاء فريق البحث عمراً مبتدئاً بذلك رحلة بحث طويلة عن أبيه في الفضاء.

## الشخصيات
أيهم ابن كابتن السفينة الفضائية المفقودة وبطل السلسلة، يتسلسل إلى متن سفينة البحث الفضائية محاولاً البحث عن أبيه.
الدكتور قائد المهمة العلمية لاسترجاع بطارية الهايدرون.
همّام أحد أفراد سفينة البحث الفضائية، معروف بشخصيته المتهورة والمضحكة أحياناً.
شجاع قبطان طاقم سفينة البحث الفضائية.
دعبول روبوت على متن سفينة البحث الفضائية، يصبح صديقاً أيهم.